# Comment faire l'amour avec un nègre sans se fatiguer (roman)
Pour les articles homonymes, voir Comment faire l'amour avec un nègre sans se fatiguer.
Comment faire l'amour avec un Nègre sans se fatiguer est le premier roman de Dany Laferrière, publié en 1985 au Québec. 
Il a été adapté au cinéma par Jacques W. Benoît en 1989, avec le même titre. 

## Genèse de l'œuvre

### Dany Laferrière observe la société québécoise
Fuyant la dictature en Haïti, Dany Laferrière arrive au Québec en 1978,. L'écriture du roman Comment faire l'amour avec un Nègre sans se fatiguer s'inscrit dans l'expérience de l'immigration et des premières années à Montréal que traverse l'auteur. Le récit met en scène deux jeunes noirs, passionnés l'un de jazz, l'autre de littérature. À travers leur désir de connaître et séduire les femmes blanches, les événements que vivent les protagonistes révèlent, souvent avec humour, le racisme, les inégalités et les travers de la société québécoise.
À propos de la réédition de son livre et des débats sur mot  «nègre», Dany Laferrière déclare: «Je n’ai jamais eu de sensibilité, je suis une caméra, laisse-t-il tomber avec un sourire. Ce n’est pas parce qu’il y a ces débats que ce livre est réédité, c’est parce qu’il n’a jamais quitté la librairie, et ce, dans plusieurs langues, pendant 35 ans.»

### Contexte et influences littéraires
L'écrivain a travaillé pendant trois ans à son livre, en s'inspirant de sa vie et ses expériences de nouvel arrivant. Il raconte d'ailleurs le parcours de Vieux, qui écrit son premier roman et rêve au succès. Altérité, difficultés de la vie matérielle, désir, condition de l'homme noir, relations hommes-femmes sont les lunettes à travers lesquelles le roman regarde la vie québécoise,.
Le roman fait de nombreuses références à des écrivains, notamment à James Baldwin et Chester Himes. La passion de la littérature s'exprime dans l'ouvrage par des mentions et commentaires sur plusieurs autres écrivains: Williams Burroughs, Jack Kerouac, Charles Bukowsky, Henry Miller, Ernest Hemingway, Tennessee Williams, Mao Tsé-Toung, Bernard-Henri Lévy, Pierre Vallières, Simone de Beauvoir, Gloria Steinem, Denise Boucher.

## Description
Ce premier roman de Dany Laferrière constitue, en bout de piste, le premier d'une série de livres écrits par l'auteur et désignée comme son Autobiographie américaine. Vieux et Bouba, les deux personnages principaux, sont de jeunes noirs qui vivent pauvrement, au cœur de Montréal, mais en prenant le temps de rêver, discourir, séduire, jouir de la musique et des livres. La vie culturelle et intellectuelle du début des années 1980 y apparaît sous un jour différent, parfois drôle, parfois féroce. Les relations avec les femmes mettent en lumière des préjugés et de nombreuses particularités de la société québécois. En effet, Vieux "(...) tente, par l’écriture d’un roman et par la conquête des jeunes filles riches d’Outremont, de remédier à son déclassement social par le biais d’un reclassement symbolique.".

## Publication et postérité
Le roman a connu le succès. Il occupe pendant plusieurs semaines le sommet des listes de best-sellers, avec près de 10 000 exemplaires vendus, et profite d'une couverture médiatique large. Plusieurs traductions suivent, ainsi que des publications au Royaume-Uni, en France et en Espagne, en Italie, en Grèce, en Suède et au Portugal. De plus, un film est tiré du roman en 1989, par le réalisateur Jacques W. Benoit.